# أدون

أدون (بالإيطالية: ADONE)‏ هو أول مصادم عالي الطاقة (1.5 GeV). وقد عمل لحساب المعهد الوطني للفيزياء النووية (Istituto Nazionale di Fisica Nucleare) من الفترة 1969 إلى 1993 في فراسكاتي إيطاليا.